# Вилиџ Парк (Хаваји)
Вилиџ Парк (енгл. Village Park) насељено је место за статистичке потребе у америчкој савезној држави Хаваји. По попису становништва из 2010. у њему је живело . становника.

## Демографија
Према попису становништва из 2000. у граду је живело 9.625 становника.
| Група             | 2000.         | 2010.  |
| Белци             | 802 (8,3%)    | . (.%) |
| Афроамериканци    | 216 (2,2%)    | . (.%) |
| Азијати           | 5.573 (57,9%) | . (.%) |
| Хиспаноамериканци | 682 (7,1%)    | . (.%) |
| Укупно            | 9.625         | .      |